# Государственная инспекция по маломерным судам МЧС России
Государственная инспекция по маломерным судам МЧС России (ГИМС МЧС России) — орган, исполняющий государственную функцию по надзору на водных объектах за пользованием маломерными судами, базами (сооружениями) для их стоянок и иными объектами (пляжи, переправы и наплавные мосты).
Была образована постановлением Совета Министров РСФСР от 15 июня 1984 года № 259 и до февраля 2004 года последовательно находилась в ведении Минжилкомхоза РСФСР, Минархстроя России, Минэкологии России, Минприроды России, Госкомэкологии России и МПР России.)

## Основные задачи
- осуществление государственного надзора за маломерными судами и базами (сооружениями) для их стоянок и их пользованием во внутренних водах и в территориальном море Российской Федерации;
- обеспечение в пределах своей компетенции безопасности людей на водных объектах.

## Основные функции
- организует в пределах своей компетенции надзор и контроль выполнения требований по обеспечению безопасности людей и охраны жизни людей на базах (сооружениях) для стоянок маломерных судов, пляжах, переправах и наплавных мостах;
- осуществляет в установленном порядке классификацию, освидетельствование, государственную регистрацию и учет маломерных судов, присвоение им идентификационных номеров, выдачу судовых билетов и иных документов на зарегистрированные маломерные суда;
- осуществляет учет, ежегодное техническое освидетельствование баз (сооружений) для стоянок маломерных судов, пляжей, переправ и наплавных мостов, выдачу разрешений на эксплуатацию баз (сооружений) для стоянок маломерных судов, переправ и наплавных мостов, а также разрешений на пользование пляжами;
- осуществляет аттестацию судоводителей и выдачу им удостоверений на право управления маломерным судном;
- осуществляет в установленном порядке производство по делам об административных правонарушениях в пределах своей компетенции;
- участвует в поиске и спасании людей на водных объектах;
- осуществляет ведение единого реестра зарегистрированных маломерных судов и государственный учет выдаваемых удостоверений на право управления маломерными судами, регистрационных и иных документов, необходимых для допуска маломерных судов и судоводителей к участию в плавании.[2]

## Состав
- Управление государственной инспекции по маломерным судам МЧС России;
- 88 территориальных органов ГИМС (отделов) в составе главных управлений МЧС России по субъектам РФ;
- 82 центра ГИМС МЧС России по субъектам РФ, в состав которых входят 110 инспекторских отделений, 512 инспекторских участков, 89 групп технического надзора, 94 группы регистрационной и экзаменационной работы, 138 групп патрульной службы;
- государственное учреждение «Центр обеспечения деятельности ГИМС МЧС России».

Штатная численность ГИМС МЧС России в настоящее время составляет 5602 человека, из них государственных инспекторов по маломерным судам — 3022 человека, в том числе в центрах ГИМС по субъектам РФ — 2546 человек.